# Джексон, Тамика
Тамика Рения Джексон (англ. Tamicha Renia Jackson; родилась 22 апреля 1978 года, Даллас, штат Техас, США) — американская профессиональная баскетболистка, выступала в женской национальной баскетбольной ассоциации. Была выбрана на драфте ВНБА 2000 года в первом раунде под общим восьмым номером командой «Детройт Шок». Играла на позиции разыгрывающего защитника.

## Ранние годы
Тамика Джексон родилась 22 апреля 1978 года в городе Даллас (штат Техас), а училась она там же в средней школе Линкольн, в которой выступала за местную баскетбольную команду.